# メノ・シモンズ

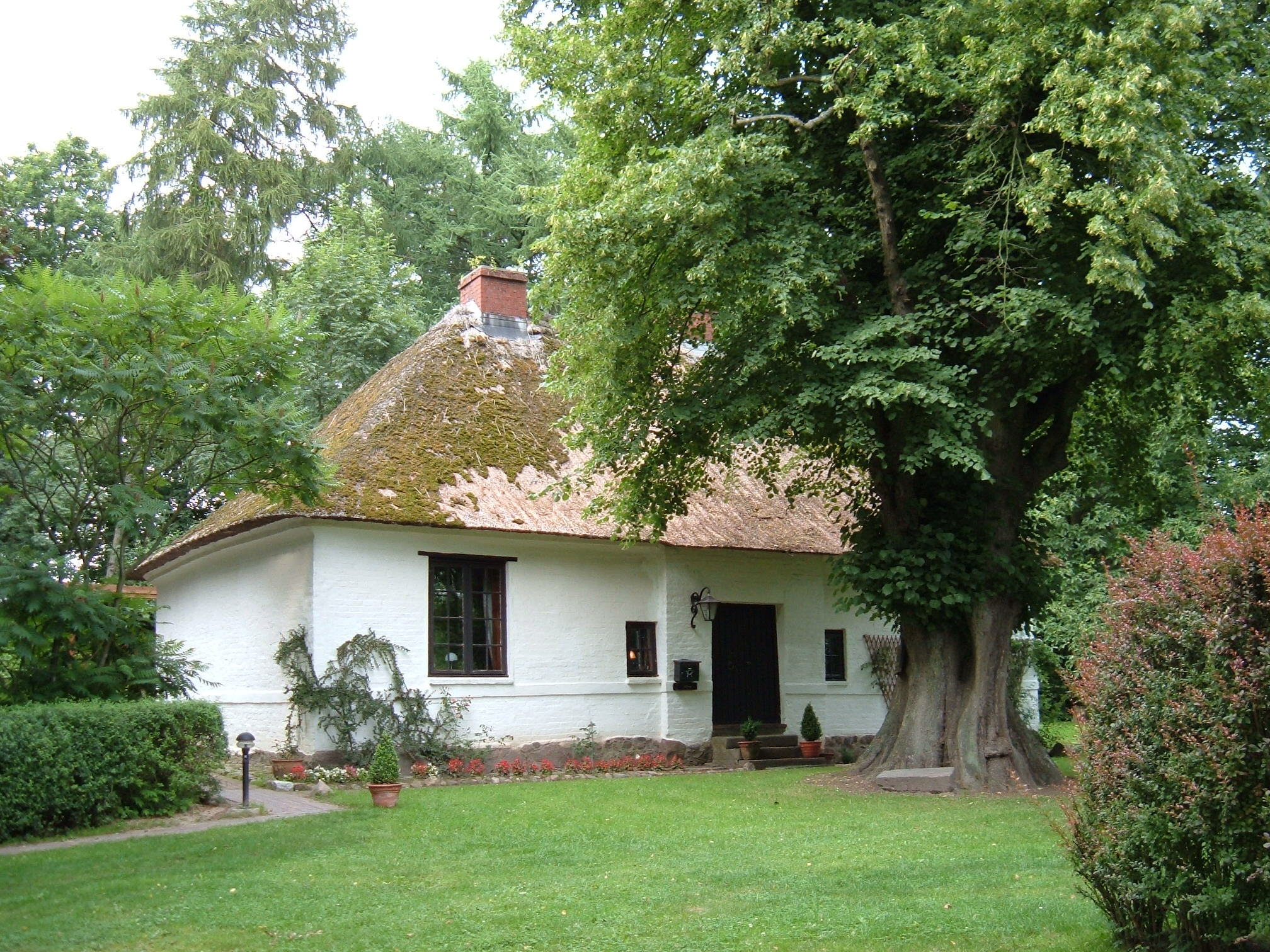
メノ・シモンズの家

メノ・シモンズ（Menno Simons、1496年 - 1561年1月31日）は、オランダ、フリースラント生まれのアナバプテストの指導者、元司祭、牧師。シモンズはプロテスタント宗教改革の時代の人物であり、彼の系統の教派はメノナイトとして知られている。

## 聖職叙階
シモンズの誕生の地は15世紀から16世紀にかけての戦争で破壊された。彼の両親と幼年期については全く知られていない。彼は貧しい農民出身であったので、彼がその時に受けた教育は聖職者になるためのものに限定される。1524年、ユトレヒトにおいてカトリックの司祭として叙階され、父の村の神父となる。

## 神学研究
1526年から1527年に化体説の教理に疑問を持ち、聖書の研究を始めた。そして福音的人道主義者（evangelical humanist）と呼ばれる立場に至った。シモンズは聖書を調べて幼児洗礼の根拠が聖書に無いと確信した。この問題について彼は教父の文書を研究し、マルティン・ルターとハインリヒ・ブリンガーの著書を読んだ。そして信仰者のバプテスマを教えるようになった。
1535年にアナバプテストのグループの中にいた彼の兄弟が殺害された事件が起こった時、彼は霊的、精神的な危機を経験した。「ため息と涙をもって神に祈る。主は私に与えてくださった。悲しむ罪人に。主の恵みの賜物は、私の中にきよい心をつくり、キリストの血の赤に染まる十字架のいさおしを通し、主の恵みは、私の罪に汚れた歩みと空しい行いを、赦して下さる」と言った。
1536年1月にカトリック教会とその聖職を拒み、アナバプテストに行った。バプテスマを受けた日付は判明していないが、1536年10月までには彼はアナバプテストとして有名であった。メノナイトの語はオランダのアナバプテストを指して使われた。
1561年1月31日にホルシュタインで召天し、遺体は庭に埋葬された。彼はゲルトルードという女性と結婚し、娘2人、息子1人をもうけた。
メノ・シモンズがアナバプテストに与えた影響は非常に大きいものであった。バプテストの歴史家ウィリアム・エステップ（William Estep）は、バプテストの歴史を3期に分けた。メノ・シモンズ以前、メノ・シモンズの下、メノ・シモンズ後である。彼は困難な時代にアナバプテストの働きを維持しただけでなく、根本的宗教改革を確立し促進させた人物として重要である。